# 飯めしあがれこにお
飯めしあがれこにお（めしめしあがれこにお、1989年12月4日 - ）は、日本のお笑いタレント（ピン芸人）。福井県大飯郡おおい町出身。吉本興業所属。よしもと福井県住みます芸人。

## 来歴
福井県立美方高等学校を中退後、幼馴染の堂前透（現・ロングコートダディ）に誘われて大阪NSCに入学（31期生）。同期はセルライトスパ、インディアンスなど。当初は堂前とコンビを組んでいたが解散。「ライムグリーン」というトリオを結成し大阪で活動していたが解散し、2015年に2代目福井県住みます芸人に就任。

## 芸風
主に漫談で、炊飯ジャーと丼鉢、しゃもじを持ち歩き、お米をテーマにしたギャグを連発する。
もともとお米にまつわるネタをしていたが、実際に炊飯ジャーを持ち込むようになったのは同期の親指ぎゅー太郎の勧めによる。吉本では本来舞台に食べ物を持ち込むことは禁止されているが、5upよしもとの出演権争奪ライブにてスタッフを説得し、唯一舞台上に食べ物を持ち込める芸人となった。
ネタの締めゼリフは「どうもごちそうさまでした!」。

## 人物
- 血液型A型。
- ご飯を食べることが好きでこれをネタにしており[2]、ご飯をよそうことを特技としている。
- 海苔で文字を書く海苔アートという特技がある。
- おおい町長・中塚寛の甥にあたる[7]。
- 福井県住みます芸人就任以来福井県福井市在住であったが、2021年11月に福井県三方上中郡若狭町に転居した[2]。
- 舎弟に田辺一雄(NSC東京25期)がいる。
- M-1グランプリ2017および2021には同期のピン芸人ナカノコとのコンビ「ノコまんま」として出場するが、いずれも1回戦敗退[8]。M-1グランプリ2022には若狭町長の渡辺英朗とのコンビ「こにおと若狭町長」として出場し、2回戦に進出した[9]。
- 2021年の初詣の一番乗りをするために2020年12月30日に初詣へ行く。

- 2023年4月16日　若狭町のパレア若狭音楽ホールで単独ライブを行いパレア若狭音楽ホール初のその会場を使用したお笑い芸人、落語家も含めて満席420人のチケット完売させる
- 2024年3月2日　福井県で二番目に大きい会場フェニックスプラザ大ホールの単独ライブチケット2000枚を手売りで完売させる

## 出演番組
テレビ
・ザキとロバ（2016年12月8日、メ〜テレ）
ラジオ
- デイリーよしもとラジオ（福井街角放送）[2]